# Ben van Gelder

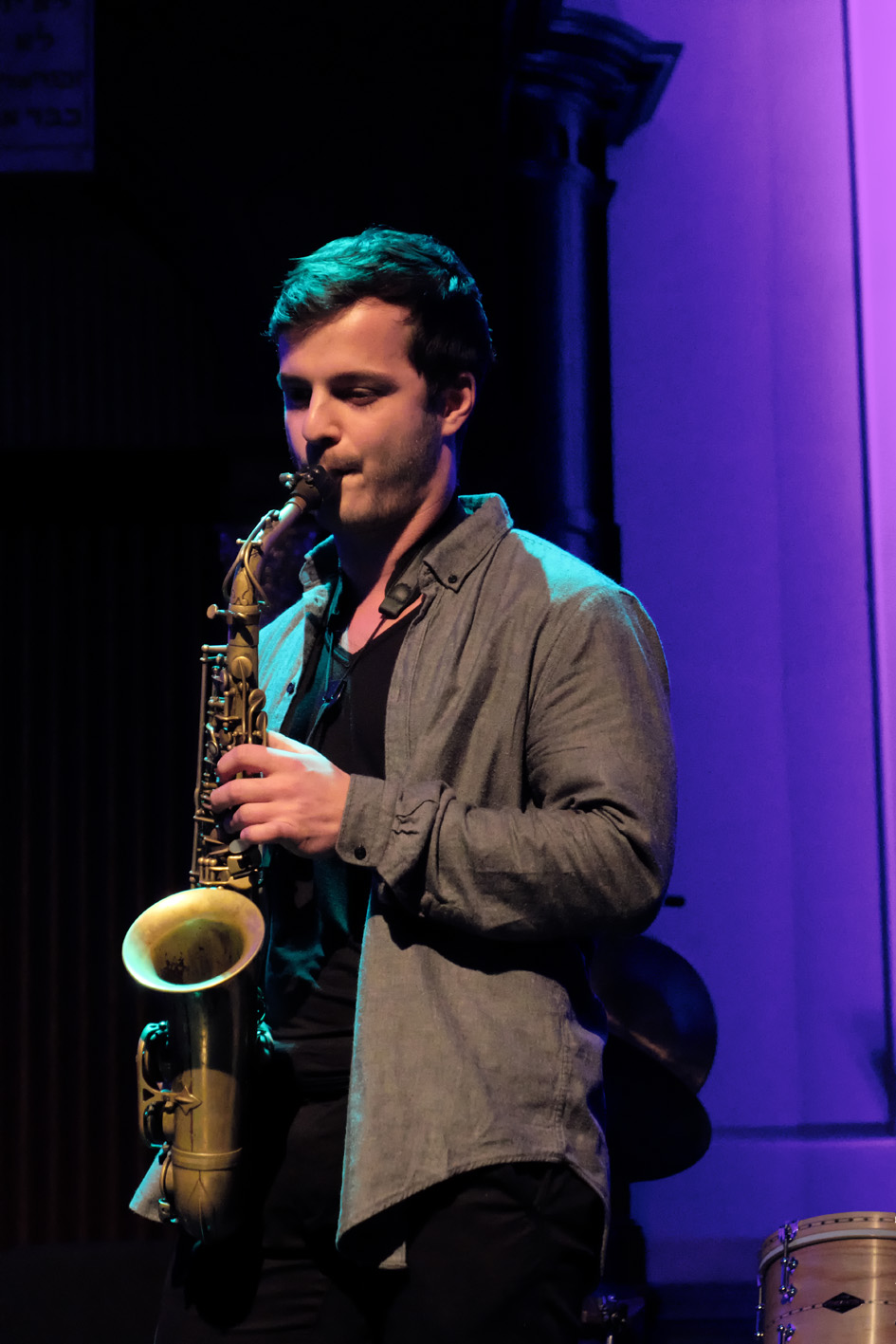
Ben van Gelder, 2018

Ben van Gelder (* 9. November 1988 in Groningen) ist ein niederländischer Jazzmusiker (Altsaxophon), der in New York City lebt und dort „zu den mit viel Aufmerksamkeit verfolgten neuen Stimmen“ gehört.

## Leben und Wirken
Van Gelder, der aus einer musikbegeisterten Familie stammt, begann ab dem elften Lebensjahr Altsaxophon zu spielen, wobei ihn die Jazzmusiker Benjamin Herman und Simon Rigter unterrichteten. 2003 begann er sein Musikstudium am Conservatorium van Amsterdam bei Ferdinand Povel und Dick Oatts. Bereits in dieser Zeit trat er an so renommierten Spielstätten wie dem Bimhuis und dem North Sea Jazz Festival auf. Mit seinem älteren Bruder, dem Pianisten Gideon van Gelder, bildete er ein Duo, mit dem er 2004 den Publikumspreis beim Prinses Christina Jazzconcours errang. Nachdem er 2005 die Stan Getz/Clifford Brown Fellowship erhalten hatte, begann er 2006 mit seinen Studien auf der The New School for Jazz and Contemporary Music bei Lee Konitz, Jimmy Halperin und George Coleman. Mit dem Pianisten Aaron Parks gründete er ein Quintett. Van Gelders Debütalbum Frame of Reference, das er mit diesem Quintett und Gast Ambrose Akinmusire einspielte, erhielt hervorragende Kritiken; ein zweites Album seines Quintetts folgte 2013. Daneben spielte er im The More Socially Relevant Jazz Music Ensemble des Gitarristen Reinier Baas und war an dessen Album Mostly Improvised Instrumental Indie Music beteiligt, das 2013 den Edison Jazz Nationaal gewann, sowie an Finn Silvers Crossing the Rubicon, Marike van Dijks Stenography Project und dem Album Stranded (2023) sowie am Quartett von Félix Zurstrassen.

## Diskographische Hinweise
- Frame of Reference (BVG Music, 2011, mit Aaron Parks, Peter Schlamb, Rick Rosato, Craig Weinrib sowie Ambrose Akinmusire)
- Reprise (Pirouet Records, 2013, mit Sam Harris, Peter Schlamb, Rick Rosato, Craig Weinrib, sowie Mark Turner und Ben Street)[2]
- Ben van Gelder, Tony Tixier, Tom Berkmann, Mathias Ruppnig: Scopes (Whirlwind Recordings 2019)
- Manifold (2023)